# Echinanthera
Genre
Echinanthera est un genre de serpents de la famille des Dipsadidae.

## Répartition
Les espèces de ce genre se rencontrent en Amérique du Sud.

## Liste des espèces
Selon The Reptile Database (3 septembre 2013) :
- Echinanthera amoena (Jan, 1863)
- Echinanthera cephalomaculata Di Bernardo, 1994
- Echinanthera cephalostriata Di Bernardo, 1996
- Echinanthera cyanopleura (Cope, 1885)
- Echinanthera melanostigma (Wagler, 1824)
- Echinanthera undulata (Wied, 1824)

## Publication originale
- Cope, 1894 :  Classification of snakes. American Naturalist, vol. 28, p. 831-844 (texte intégral).